# Francis Amuzu
Francis Amuzu (Accra, 23 augustus 1999) is een Belgisch-Ghanees voetballer. Hij staat sinds 2025 onder contract bij het Braziliaanse Grêmio. De flankaanvaller speelde daarvoor tien jaar bij RSC Anderlecht, waarvan zeven bij de hoofdmacht.

## Carrière
Francis Amuzu werd in 1999 geboren in de Ghanese hoofdstad Accra. Amuzu migreerde op jonge leeftijd met zijn familie naar België. Hij voetbalde bij de jeugd van SK Heffen en KV Mechelen alvorens de overstap te maken naar de met Lierse SK samenwerkende Jean-Marc Guillou Academy in Tongerlo.
Eind 2014 kwam Amuzu bij Anderlecht terecht. In augustus 2015 tekende hij een eerste contract bij Anderlecht. Op 22 december 2017 maakte Francis Amuzu zijn officieel debuut bij de hoofdmacht in de competitiewedstrijd tegen KAS Eupen. Hij mocht toen van trainer Hein Vanhaezebrouck in de basis starten. Hij scoorde in dat duel ook zijn eerste doelpunt voor de Brusselse club. De flankaanvaller speelde in iets meer dan zeven jaar tijd 251 wedstrijden voor paars-wit, waarbij hij 28 goals maakte en 31 assists gaf.
Half februari 2025 vertrok Amuzu naar de Braziliaanse eersteklasser Grêmio. Anderlecht ontving een transfersom van ongeveer 1,2 miljoen euro. De flankaanvaller zou er naar verluidt tweemaal meer verdienen dan bij paars-wit.

## Statistieken
| Seizoen | Club           | Land              | Competitie      | Competitie | Competitie | Beker | Beker | Supercup | Supercup | Europees | Europees | Totaal | Totaal |
| Seizoen | Club           | Land              | Competitie      | Wed.       | Dlp.       | Wed.  | Dlp.  | Wed.     | Dlp.     | Wed.     | Dlp.     | Wed.   | Dlp.   |
| ------- | -------------- | ----------------- | --------------- | ---------- | ---------- | ----- | ----- | -------- | -------- | -------- | -------- | ------ | ------ |
| 2017/18 | RSC Anderlecht | Vlag van België   | Eerste klasse A | 11         | 1          | 0     | 0     | -        | -        | 0        | 0        | 11     | 1      |
| 2018/19 | RSC Anderlecht | Vlag van België   | Eerste klasse A | 30         | 1          | 1     | 0     | -        | -        | 4        | 0        | 35     | 1      |
| 2019/20 | RSC Anderlecht | Vlag van België   | Eerste klasse A | 20         | 3          | 1     | 0     | -        | -        | 0        | 0        | 21     | 3      |
| 2020/21 | RSC Anderlecht | Vlag van België   | Eerste klasse A | 35         | 2          | 4     | 0     | -        | -        | 0        | 0        | 39     | 2      |
| 2021/22 | RSC Anderlecht | Vlag van België   | Eerste klasse A | 37         | 9          | 6     | 0     | -        | -        | 3        | 1        | 46     | 10     |
| 2022/23 | RSC Anderlecht | Vlag van België   | Eerste klasse A | 33         | 3          | 2     | 0     | -        | -        | 15       | 0        | 50     | 3      |
| 2023/24 | RSC Anderlecht | Vlag van België   | Eerste klasse A | 21         | 4          | 0     | 0     | -        | -        | 0        | 0        | 21     | 4      |
| 2024/25 | RSC Anderlecht | Vlag van België   | Eerste klasse A | 18         | 2          | 3     | 0     | -        | -        | 7        | 2        | 28     | 4      |
| 2024/25 | Grêmio         | Vlag van Brazilië | Série A         | 0          | 0          | 0     | 0     | -        | -        | 0        | 0        | 0      | 0      |
| Totaal  | Totaal         | Totaal            | Totaal          | 205        | 25         | 17    | 0     | 0        | 0        | 29       | 3        | 251    | 28     |